# Косиньский, Юзеф
Юзеф Косинский (пол. Józef Kosiński; 1753, Краков, Корона Польская, Речь Посполитая — 1 апреля 1821, Варшава, Царство Польское, Российская империя) — польский живописец-миниатюрист, портретист.

## Жизнь и творчество
Юзеф Косинский родился в шляхетской семье в Кракове, гербом которой был Рогаля.
Старший брат барона Михаила Косинского (1773—1835). Свой титул Михаил завещал единственному племяннику (сыну Юзефа). Указом Правительствующего Сената от 21 августа 1836 года полковнику Юзефу-Яну Косинскому было дозволено принять завещанный ему баронский титул.

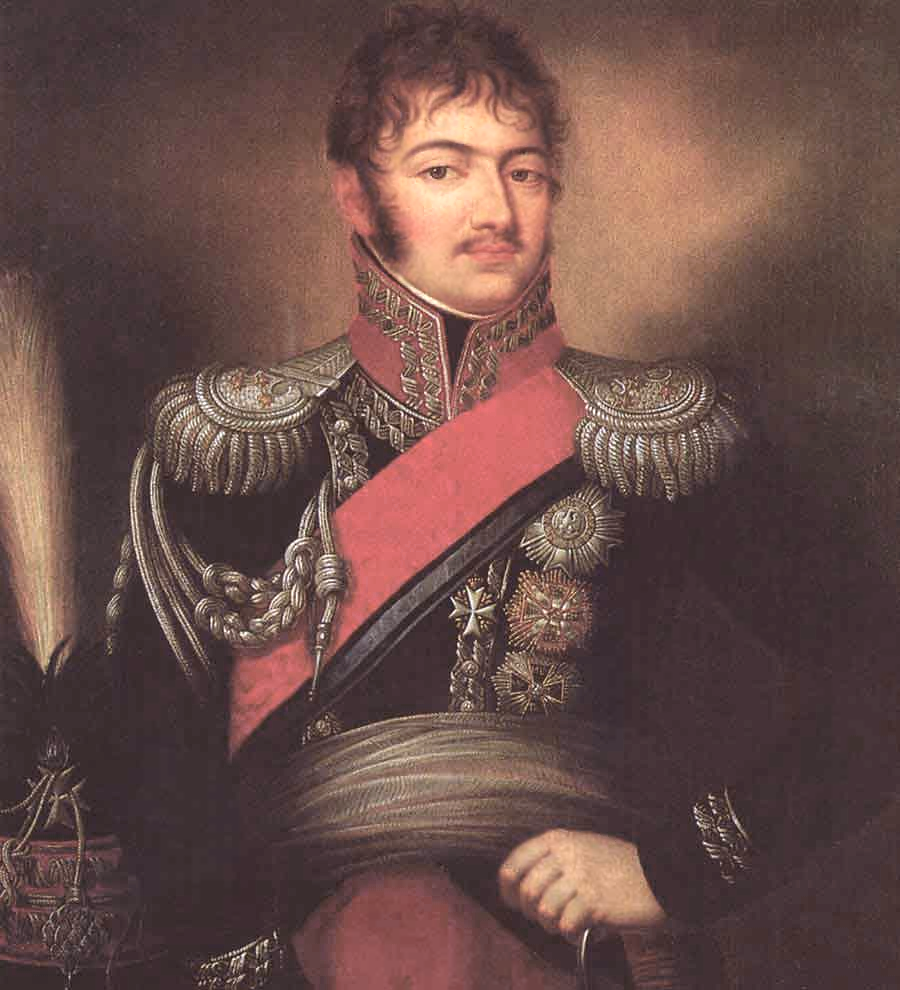
Юзеф Косинский
Портрет Юзефа Понятовского

Учился живописи у итальянского художника Марчелло Баччарелли. Совершил путешествие в Италию. Позднее Ю. Косиньский состоял придворным художником при дворе польского короля Станислава Августа. Был королём награждён медалью Bene Merentibus (Добрых заслуг). С 1789 года получал пенсию в 10 дукатов ежемесячно.
Ю. Косинский рисовал портреты короля и придворных, а также известных деятелей своего времени — Тадеуша Костюшко, Изабеллы Чарторыской, Мауриция Гауке. Писал как акварели, так и маслом. 
В Варшаве обучил многих учеников, среди которых был, в частности, Иосиф Игнатий Лукашевич. Полностью рисовал портреты художник не всегда, зачастую давая их закончить ученикам. Многие из работ Ю. Косинского находятся в музеях Варшавы и Кракова.
Поддерживал тесные дружеские отношения с работавшим в Варшаве в 1791—1794 гг. австрийским художником — портретистом Иосифом Грасси.

## Избранные работы
- Автопортрет
- Портрет Яны Грудзиньской
- Портрет офицера
- Портрет Тадеуша Костюшко
- Портрет жены Марии
- Портрет сына Яна